# Zwiefalter Aach
Pour les articles homonymes, voir Aach.
La Zwiefalter Aach est une rivière du land de Bade-Wurtemberg, au sud-ouest de l'Allemagne. 
Sa longueur est d'environ 8 km avant de se jeter dans le Danube. Elle est surtout connue pour la galerie souterraine d'où elle sort, la Wimsener Höhle (de).

## Source
- (de) Cet article est partiellement ou en totalité issu de l’article de Wikipédia en allemand intitulé « Zwiefalter Aach » (voir la liste des auteurs).